# Monte Igno
Il monte Igno è un rilievo dell'Appennino umbro-marchigiano, situato tra i comuni di Camerino e Serravalle Di Chienti, territorio nel quale ricade la cima a metri 1.435. Domina la campagna camerte, ma trovandosi a nord del Chienti non appartiene alla sottocatena dei Sibillini, che iniziano appunto a sud del suddetto corso d'acqua.
Il dislivello di 750 m tra le pendici ove è situata la frazione di Gelagna Alta e la sommità offre una varietà di vegetazione e paesaggio ampia e interessante.
La cima di raggiunge esclusivamente tramite sentieri dai vari versanti, in particolare da Gelagna Alta e dai piani di Montelago con un'escursione di circa un'ora e mezza.
Nelle giornate di anticiclone dalla sua sommità verso nord lo sguardo spazia sulle valli dei fiumi Esino e Potenza, arrivando a scorgere il Monte San Vicino, mentre verso sud, oltre la Valdichienti, sono distinguibili i monti Sibillini, che non sono molto distanti. Verso occidente si possono ammirare gli altopiani di Colfiorito e nelle giornate limpide il monte Subasio. Volgendo lo sguardo ad est, si scorge buona parte dell'Adriatico centrale.